# Marechal Thaumaturgo (kommun)
Marechal Thaumaturgo är en kommun i Brasilien.   Den ligger i delstaten Acre, i den västra delen av landet, 2 800 km väster om huvudstaden Brasília. Antalet invånare är 14 200.
Följande samhällen finns i Marechal Thaumaturgo:
- Marechal Thaumaturgo

I omgivningarna runt Marechal Thaumaturgo växer i huvudsak städsegrön lövskog. Trakten runt Marechal Thaumaturgo är nära nog obefolkad, med mindre än två invånare per kvadratkilometer.